# Villingendorf
Villingendorf è un comune tedesco di 3 285 abitanti, situato nel land del Baden-Württemberg.